# Orvlövész (film)
Az Orvlövész (Shooter) egy 2007-es amerikai akciófilm Antoine Fuqua rendezésében. A produkció alapjául Stephen Hunter Hajtóvadászat című 1993-as regénye szolgált, amely első a főhős, Bob Lee Swagger karakterére épülő könyvtrilógiából. Az Orvlövészben Swaggert Mark Wahlberg alakítja.
Bemutatója 2007. március 23-án volt az Egyesült Államokban, Magyarországon április 19-én került a mozikba.

## Szereplők
| Szereplő                    | Színész         | Magyar hang    |
| --------------------------- | --------------- | -------------- |
| Bob Lee Swagger             | Mark Wahlberg   | Széles Tamás   |
| Nick Memphis                | Michael Peña    | Csőre Gábor    |
| Isaac Johnson ezredes       | Danny Glover    | Reviczky Gábor |
| Sarah Fenn                  | Kate Mara       | Németh Borbála |
| Jack Payne                  | Elias Koteas    | Háda János     |
| Alourdes Galindo            | Rhona Mitra     | Kocsis Mariann |
| Charles F. Meachum szenátor | Ned Beatty      | Perlaki István |
| Russ Turner                 | Tate Donovan    | Vári Attila    |
| Michael Sandor              | Rade Šerbedžija | Csernák János  |
| Donnie Fenn                 | Lane Garrison   | Kamarás Iván   |

## Történet

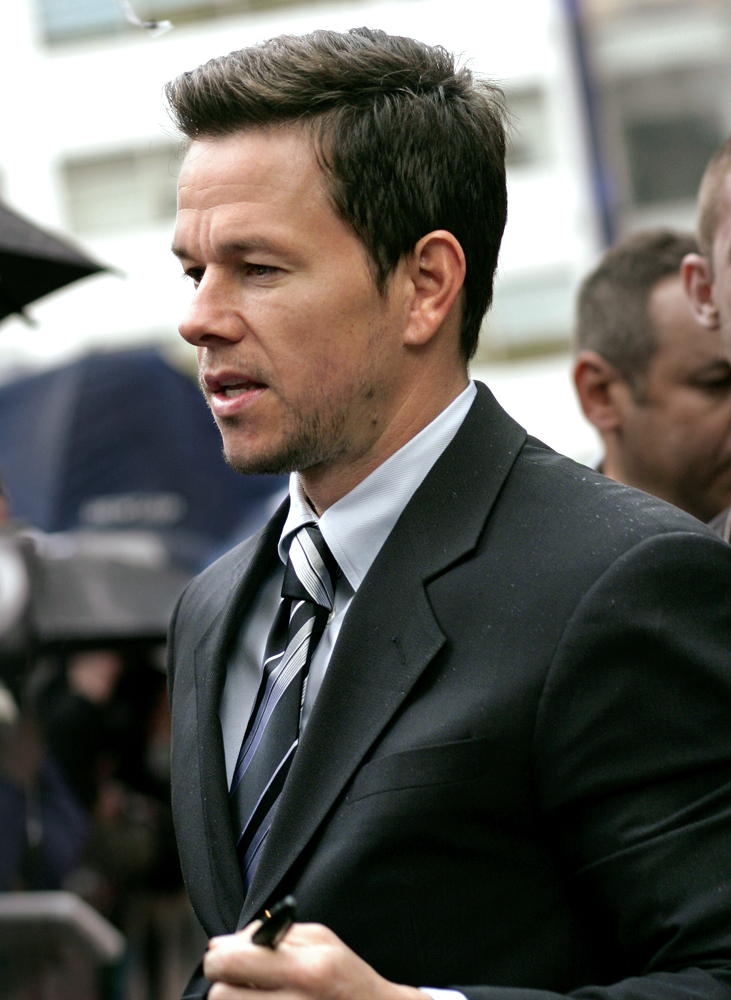
Mark Wahlberg az Orvlövész londoni premierjén

Bob Lee Swagger korábban az Egyesült Államok Tengerészgyalogságának mesterlövésze volt, aki távozott a kötelékből, miután őt és legjobb barátját egy bevetés alkalmával feláldozhatónak minősítették és hátrahagyták. Egy napon a Szövetségi Nyomozóiroda felkeresi, hogy segítségét kérjék egy az elnök ellen készülő merénylet ügyében. A lövész három lehetséges helyszínen csaphat le, ezek valószínűségét kell Swaggernek felmérnie. Azonban felültetik és a törvény erőinek minden formája a nyomába szegül. Swagger arra kényszerül, hogy katonai képzettségét hívja segítségül az igazság érdekében.

## Háttér
A főszerepre eredetileg Keanu Reeves-t jelölték ki, a főgonosz eljátszását pedig Eminemnek kínálták fel, aki visszautasította az ajánlatot. Mark Wahlberg 9 kilót adott le szerepe kedvéért.
Az Orvlövészt főként Kanadában, Brit-Kolumbiában forgatták. Ezen kívül készültek felvételek Washingtonban, Maryland és Pennsylvania államokban.